# رینکن (جورجیا)
رینکن، جورجیا (به انگلیسی: Rincon, Georgia) یک شهر در ایالات متحده آمریکا با جمعیت ۸٬۸۳۶ نفر است که در جورجیا واقع شده‌است.

## موقعیت جغرافیایی
موقعیت جغرافیایی شهرها و مناطق اطراف به شرح زیر است: